# HDD ZM Olimpija 2002/03
Sezona 2002/03 HDD ZM Olimpija, ki je osvojila naslov prvaka v slovenski ligi in četrto mesto v mednarodni ligi.

## Postava
- Trener:  Chris Imes

| Vratarji | Vratarji  | Vratarji       | Vratarji    | Vratarji | Vratarji                | Vratarji             |
| -------- | --------- | -------------- | ----------- | -------- | ----------------------- | -------------------- |
| #        | Nar       | Igralec        | Boljša roka | Sez.     | Starost (rojstni dan)   | Kraj rojstva         |
|          | Slovenija | Robert Kristan | leva        | 1        | 19 let (4. april 1983)  | Jesenice, Slovenija  |
|          | Slovenija | Klemen Mohorič | leva        | 6        | 27 let (25. maj 1975)   | Kranj, Slovenija     |
|          | Slovenija | Aleš Sila      | leva        | 2        | 15 let (17. junij 1987) | Ljubljana, Slovenija |
|          | Slovenija | Anže Ulčar     |             | 3        | 23 let (20. julij 1979) | Bled, Slovenija      |

| Branilci | Branilci  | Branilci          | Branilci    | Branilci | Branilci                  | Branilci             |
| -------- | --------- | ----------------- | ----------- | -------- | ------------------------- | -------------------- |
| #        | Nar       | Igralec           | Boljša roka | Sez.     | Starost (rojstni dan)     | Kraj rojstva         |
|          | Slovenija | Andrej Brodnik    | desna       | 11       | 32 let (4. maj 1970)      | Ljubljana, Slovenija |
|          | Slovenija | Robert Ciglenečki | leva        | 7        | 28 let (17. julij 1974)   | Ljubljana, Slovenija |
|          | Slovenija | Damjan Dervarič   | leva        | 4        | 20 let (6. februar 1982)  | Ljubljana, Slovenija |
|          | Slovenija | Davor Durakovič   | leva        | 1        | 21 let (31. julij 1981)   | Celje, Slovenija     |
|          | Slovenija | Boštjan Groznik   | leva        | 1        | 20 let (8. julij 1982)    | Brezje, Slovenija    |
|          | Slovenija | Martin Markoja    | desna       | 1        | 19 let (9. februar 1983)  | Ljubljana, Slovenija |
|          | Slovenija | Domen Lajevec     | leva        | 2        | 21 let (25. maj 1981)     | Ljubljana, Slovenija |
|          | Slovenija | Jernej Klemenak   | leva        | 1        | 18 let (24. marec 1984)   | Slovenija            |
|          | Slovenija | Rok Prusnik       |             | 1        | 17 let (24. oktober 1984) | Ljubljana, Slovenija |
|          | Slovenija | Bojan Zajc        | desna       | 12       | 36 let (7. november 1965) | Ljubljana, Slovenija |

| Napadalci | Napadalci          | Napadalci         | Napadalci | Napadalci   | Napadalci | Napadalci                  | Napadalci            |
| --------- | ------------------ | ----------------- | --------- | ----------- | --------- | -------------------------- | -------------------- |
| #         | Nar                | Igralec           | Položaj   | Boljša roka | Sez.      | Starost (rojstni dan)      | Kraj rojstva         |
|           | Slovenija          | Jaka Avgustinčič  | F         | leva        | 5         | 25 let (27. oktober 1976)  | Ljubljana, Slovenija |
|           | Slovenija          | Blaž Emeršič      | F         | leva        | 5         | 21 let (10. oktober 1980)  | Ljubljana, Slovenija |
|           | Slovenija          | Jurij Goličič     | LW        | leva        | 4         | 21 let (6. april 1981)     | Kranj, Slovenija     |
|           | Slovenija          | Ivo Jan           | C         | Desna       | 7         | 27 let (3. april 1975)     | Jesenice, Slovenija  |
|           | Slovenija          | Andrej Hebar      | F         | leva        | 1         | 18 let (7. september 1984) | Ljubljana, Slovenija |
|           | Slovenija          | Dejan Kontrec     | LW        | leva        | 16        | 32 let (23. januar 1970)   | Ljubljana, Slovenija |
|           | Slovenija          | Gregor Krivic     | LW        | leva        | 1         | 18 let (12. februar 1984)  | Ljubljana, Slovenija |
|           | Slovenija          | Bor Ladiha        | LW        | leva        | 1         | 18 let (8. februar 1984)   | Ljubljana, Slovenija |
|           | Slovenija          | Egon Murič        | C         | leva        | 1         | 20 let (15. januar 1982)   | Bled, Slovenija      |
|           | Slovenija          | Aleš Mušič        | C         | leva        | 3         | 20 let (28. junij 1982)    | Ljubljana, Slovenija |
|           | Rusija · Slovenija | Ildar Rahmatuljin | RW        | leva        | 5         | 41 let (9. januar 1961)    | Kazan, Rusija        |
|           | Slovenija          | Peter Rožič (C)   | RW        | leva        | 3         | 28 let (17. februar 1974)  | Kranj, Slovenija     |
|           | Slovenija          | Mitja Šivic       | RW        | leva        | 5         | 23 let (1. september 1979) | Brezje, Slovenija    |
|           | Slovenija          | Edo Terglav       | RW        | leva        | 1         | 22 let (24. januar 1980)   | Kranj, Slovenija     |
|           | Slovenija          | Luka Žagar        | LW        | leva        | 7         | 24 let (25. junij 1978)    | Ljubljana, Slovenija |
|           | Slovenija          | Gašper Župan      | RW        | leva        | 1         | 18 let (3. september 1984) | Ljubljana, Slovenija |

## Tekmovanja

### Slovenska liga
Uvrstitev: 1. mesto

#### Finale
Igralo se je na štiri zmage po sistemu 2-2-1-1-1, * - po podaljšku.
| marec 2003 | HDD ZM Olimpija | 2:3 | HK Acroni Jesenice | Hala Tivoli, Ljubljana |

| Poročilo tekme      | Poročilo tekme | Poročilo tekme | Poročilo tekme | Poročilo tekme |
| ------------------- | -------------- | -------------- | -------------- | -------------- |
| Začetek: ni podatka | (') ?          |                | ? (')          |                |

| 13. marec 2003 | HDD ZM Olimpija | 3:1 | HK Acroni Jesenice | Hala Tivoli, Ljubljana |

| Poročilo tekme      | Poročilo tekme                                                       | Poročilo tekme | Poročilo tekme | Poročilo tekme                      |
| ------------------- | -------------------------------------------------------------------- | -------------- | -------------- | ----------------------------------- |
| Začetek: ni podatka | (Rahmatuljin, Jan) Kontrec 23 (Žagar) Jan 35 (Šivic, Kontrec) Jan 49 |                | 39 Razingar    | Gledalci: 1500 Sodnik: Rudolf Lauff |

| 16. marec 2003 | HK Acroni Jesenice | 3:4 | HDD ZM Olimpija | Dvorana Podmežakla, Jesenice |

| Poročilo tekme      | Poročilo tekme                                                                 | Poročilo tekme  | Poročilo tekme                                                                                     | Poročilo tekme |
| ------------------- | ------------------------------------------------------------------------------ | --------------- | -------------------------------------------------------------------------------------------------- | -------------- |
| Začetek: ni podatka | (Terlikar) Razingar 28 (Pretnar, Terlikar) Razingar 28 (Varl, Razingar) Por 57 | (0:2, 2:0, 1:2) | 02 Terglav (Zajc) 16 Murič (Mušič, Žagar) 46 Zajc (Žagar, Avgustinčič) 53 Goličič (Kontrec, Rožič) | Gledalci: 3000 |

| 18. marec 2003 | HK Acroni Jesenice | 3:4* | HDD ZM Olimpija | Dvorana Podmežakla, Jesenice |

| Poročilo tekme | Poročilo tekme                                                           | Poročilo tekme       | Poročilo tekme                                                                      | Poročilo tekme |
| -------------- | ------------------------------------------------------------------------ | -------------------- | ----------------------------------------------------------------------------------- | -------------- |
|                | (Razingar) Varl 11 (Razingar) Terlikar 22 (Terlikar, Razingar) Kranjc 31 | (1:1, 2:0, 0:2, 0:1) | 02 Žagar (Zajc, Šivic) 46 Terglav (Avgustinčič) 53 Terglav 63 Kontrec (Rahmatuljin) |                |

| 20. marec 2003 | HDD ZM Olimpija | 7:2 | HK Acroni Jesenice | Hala Tivoli, Ljubljana |

| Poročilo tekme      | Poročilo tekme | Poročilo tekme  | Poročilo tekme                                    | Poročilo tekme |
| ------------------- | --- | --------------- | ------------------------------------------------- | -------------- |
| Začetek: ni podatka | (Kontrec) Jan 05 (Dervarič, Brodnik) Jan 07 (Terglav) Rožič 32 (Avgustinčič) Žagar 33 (Avgustinčič) Terglav 37 Jan 41 (Kontrec, Ciglenečki) Jan 53 | (0:2, 2:0, 1:2) | 29 Razingar (Por, Vukčevič) 30 Razingar (Pretnar) | Gledalci: 4000 |

### Mednarodna liga
'Uvrstitev: 4. mesto

#### Redni del
| Poz | Klub                      | OT | TOČ | Z (ZP) | P (PP) | PG | DG | GR  |
| --- | ------------------------- | -- | --- | ------ | ------ | -- | -- | --- |
| 1   | Alba Volán Székesfehérvár | 16 | 39  | 13 (0) | 3 (0)  | 67 | 32 | +35 |
| 2   | HK Jesenice               | 16 | 37  | 12 (0) | 4 (1)  | 68 | 32 | +36 |
| 3   | HDD ZM Olimpija           | 16 | 35  | 12 (1) | 4 (0)  | 54 | 27 | +27 |
| 4   | Dunaújvárosi Acélbikák    | 16 | 29  | 10 (2) | 6 (1)  | 58 | 39 | +19 |
| 5   | HKM Zvolen                | 16 | 26  | 9 (1)  | 7 (0)  | 51 | 39 | +12 |
| 6   | HK Slavija                | 16 | 18  | 6 (1)  | 10 (1) | 37 | 46 | -9  |
| 7   | KHL Medveščak             | 16 | 13  | 4 (0)  | 12 (1) | 26 | 66 | -40 |
| 8   | HK Vojvodina Novi Sad     | 16 | 10  | 3 (0)  | 13 (1) | 35 | 79 | -44 |
| 9   | HK Bled                   | 16 | 9   | 3 (0)  | 13 (0) | 34 | 70 | -36 |

#### Končnica

##### Polfinale
| 14. februar 2003 | HDD ZM Olimpija | 4:1 | HK Jesenice | Hala Tivoli, Ljubljana |

| Poročilo tekme | Poročilo tekme | Poročilo tekme | Poročilo tekme | Poročilo tekme |
| -------------- | -------------- | -------------- | -------------- | -------------- |
|                |                | (2-1,1-0,1-0)  |                |                |

| 16. februar 2003 | HK Jesenice | 5:1* | HDD ZM Olimpija | Dvorana Podmežakla, Jesenice |

| Poročilo tekme | Poročilo tekme | Poročilo tekme    | Poročilo tekme | Poročilo tekme |
| -------------- | -------------- | ----------------- | -------------- | -------------- |
|                |                | (1-0,0-0,3-1,1-0) |                |                |

##### Za tretje mesto
| 21. februar 2003 | Dunaújvárosi Acélbikák | 6:3 | HDD ZM Olimpija | Dunaújvárosi Jégcsarnok, Dunaújváros |

| Poročilo tekme | Poročilo tekme | Poročilo tekme | Poročilo tekme | Poročilo tekme |
| -------------- | -------------- | -------------- | -------------- | -------------- |
|                |                | (1-0,3-0,2-3)  |                |                |

| 23. februar 2003 | HDD ZM Olimpija | 1:3 | Dunaújvárosi Acélbikák | Hala Tivoli, Ljubljana |

| Poročilo tekme | Poročilo tekme | Poročilo tekme | Poročilo tekme | Poročilo tekme |
| -------------- | -------------- | -------------- | -------------- | -------------- |
|                |                | (0-1,1-0,0-2)  |                |                |

## Statistika

### Najboljši strelec
| # | Igralec     | G  | P  | T  |
| - | ----------- | -- | -- | -- |
| 1 | Edo Terglav | 20 | 23 | 43 |
| 2 | Ivo Jan     | 31 | 10 | 41 |
| 3 | Peter Rožič | 18 | 21 | 39 |